# Periplaneta liui
Periplaneta liui es una especie de cucaracha, un insecto blatodeo de la familia Blattidae.

## Taxonomía
Fue descrito por primera vez en 1957 por Bei-Bienko. 